# PolySpace
PolySpace est un logiciel d'analyse statique de programmes permettant de trouver des bugs dans des logiciels sans devoir les exécuter. Il est capable d'analyser des programmes écrits en C, C++ et Ada par interprétation abstraite. Ce logiciel est utilisé dans les secteurs de l'automobile, de l'aéronautique, de l'énergie et de la défense.
PolySpace Technologies est le nom de l'entreprise française créée en 1999 pour développer ce logiciel et rachetée en 2007 par The MathWorks. Elle est issue de l'INRIA Grenoble et de son incubateur, à la suite de travaux de recherche menés dans cet organisme de recherche public.

## Création
Le bug informatique ayant amené à la destruction du premier vol d'Ariane 5 était réputé "impossible à trouver de manière automatique". Alain Deutsch, alors chercheur à l'INRIA, crée un prototype capable de trouver ce bug de manière automatique. Ce prototype est présenté à Arianespace qui est très intéressé par ce logiciel à la condition qu'il soit industrialisé, c'est-à-dire qu'il ne soit plus un prototype et qu'il devienne un produit fini, facilement utilisable. PolySpace Technologies est créé en janvier 1999, par Alain Deutsch, et Daniel Pilaud à Montbonnot, dans l’Isère.